# Méthode Padovan
La Méthode Padovan ou Réorganisation Neurofonctionnelle (RNF) est une thérapie alternative proposée  pour divers symptômes ou des dysfonctions à composante neurologique tels que les troubles des apprentissages, les troubles développementaux, troubles du langage, troubles de l'attention, maladies dégénératives, les lésions et paralysies cérébrales et les problèmes de déglutition, l'autisme, la trisomie 21. Il s'agit d'une méthode non recommandée en France pour l'autisme par un panel d'experts, en raison de l’absence de données sur son efficacité, le caractère exclusif de son application et son absence de fondement théorique.
Cette méthode fut créée par Beatriz Padovan au Brésil dans les années 1970. Elle se base sur les travaux de Temple Fay (1895-1963) sur l'organisation neurologique du développement de l'enfant , sur l'intelligence sensori-motrice développée par Piaget, ainsi que sur la théorie de Rudolf Steiner (1861-1925) du marcher-parler-penser et sur la plasticité cérébrale.

## Fondements scientifiques
Plusieurs chercheurs ont remis en question les fondements théoriques et le manque de preuve scientifiques appuyant la méthode Padovan.

## Méthodologie de travail
D'après les raisonnements apportés par Beatriz Padovan, la méthode permet d'emprunter le même chemin nerveux du corps, des pieds à la tête.
En commençant par la mobilité des membres inférieurs (principalement genoux et hanches), puis en travaillant les mains, les épaules. Ensuite, le pseudo-ramper et les retournements prennent place avant de travailler le ramper puis le déplacement à quatre pattes. Il s'ensuit le diaphragme et les abdominaux par le souffle. Après le travail de phonation, on travaille la poursuite oculaire du côté déficitaire puis le côté le moins atteint, enfin les deux ensemble, avant de faire la stimulation par vibration du visage et de la calotte crânienne. L'important est de rythmer tous les mouvements par des poésies récitées ou des comptines chantées.
Enfin, la méthode se conclut sur la stimulation de la langue, des muscles de la bouche et de la déglutition.